# Justicia lepida
Justicia lepida är en akantusväxtart som först beskrevs av Stefano Moricand, och fick sitt nu gällande namn av Wasshausen. Justicia lepida ingår i släktet Justicia och familjen akantusväxter. Inga underarter finns listade i Catalogue of Life.